# 勞工黨 (巴西)
劳工党（葡萄牙語：Partido dos Trabalhadores，缩写为PT）是巴西的一个政党。随着劳工党在1990年代从泛社会主义思想开始转变，一些学者将其在21世纪的意识形态归类为社会民主主义。该党成立于1980年。2003年1月1日至2016年8月31日 劳工党与其他几个政党组成联合政府执政巴西联邦。2002年议会选举后，劳工党以历史上最高的支持率首次成为众议院和参议院第一大党，总统卢拉是劳工党最有名的成员。他的继任者迪尔玛·罗塞夫也是劳工党的成员，于2011年1月1日上任，成为巴西首位女性总统，2016年被右翼政敌弹劾。
劳工党和巴西社会民主党都出于反对1964年巴西政变和随后的军事独裁统治的反对派，1994年至2014年间，两党是当代巴西政治的最大对手，他们的候选人总是竞逐一二名。在过去六次总统选举的投票中。双方一般禁止任何形式的联盟或官方合作。
尽管劳工党的支持者人数相对较多，但自从卢拉首次上台以来，该党卷入腐败丑闻，2010年至2016年间，该党的民意支持直线下降，总统支持率从80%以上降至9%。在卢拉被废止有罪判决后，2022年总统大选民调支持率第一轮上升至48％，第二轮上升至58％，排名第一。
劳工党的旗帜是中央有一颗白星的红旗、Logo是中央刻有PT首字母的五角红星。工人党还有党歌 。劳工党的TSE（高等选举法院）识别号是13。

## 历史
1980年2月10日，工人党由反对巴西军政府的激进分子、工会会员、左翼知识分子和艺术家以及与解放神学有关的天主教徒在圣保罗的Colégio Sion（一所私立天主教女子学校）发起。该党是两股势力联合的结果：一是ABC地区的工人运动，例如Conferência das Classes Trabalhadoras (Conclat)，后来发展为Central Única dos Trabalhadores (CUT)，在1978年到1980年进行了大罢工；二是旧的巴西左翼，其中许多是受到军政府监禁和酷刑或多年流亡的记者、知识分子、艺术家和工会组织者，他们趁着1979年的大赦法从流亡中归来。迪尔玛·罗塞夫本人就曾被军政府囚禁和折磨。
劳工党是在民主社会主义潮流下发起的。1964年政变后，巴西的主要工会联盟，即工人总司令部 (Comando Geral dos Trabalhadores – CGT)（其中聚集了劳工部批准的领导人，这是因为瓦加斯的独裁统治把工会变成了准国家机关）被解散，而各工会又遭到军政府的干预。70年代末在ABC地区以卢拉带领的罢工代表了有组织的工人运动的复苏，使工人运动不受到国家干涉而重新组织起来。这个运动最初只寻求传统的工会诉求，但因为保守的工会作风在国家统治下的存在（在CGT的重建中得到证明）以及传统左翼政党（例如巴西共产党）对工会运动的影响，迫使ABC的工会运动在反斯大林主义的领导者的鼓励下，以类似波兰的团结工联运动的策略组织自己的政党。
因此，劳工党出现了拒绝官方工会主义的传统领导者，并寻求实践一种新的民主社会主义形式，试图拒绝它认为正在腐朽的政治模式，例如苏联和中国的政治模式。这代表了工会主义和反斯大林主义知识分子的融合。
1982年2月11日，巴西最高选举法院正式承认劳工党成立。第一张党证属于艺术评论家和前托洛茨基主义活动家Mário Pedrosa，然后是文学家安东尼奥·坎迪和历史学家塞尔吉奥·布厄克·代·霍兰达。霍兰达的女儿安娜·德霍兰达后来成为罗塞夫内阁的文化部长。

### 选举历史

1994 年至 2014年对抗社民党的总统选举

1988年以来，劳工党在全国范围取得了很高的支持，赢得巴西的许多大城市（如圣保罗、福塔雷萨、贝洛奥里藏特、阿雷格里港和戈亚尼亚）以及一些大州（如南里奥格兰德州、圣埃斯皮里图和联邦区）的选举。 2002 年，卢拉打败了社会民主党的卡多佐成为总统，这是它的选举胜利的高点。因为社民党捍卫经济自由主义，所以社民党是劳工党的主要选举竞争对手，其他还有民主党（军政府执政党国家革新联盟的后继党派）。他们与人民社会党（巴西共产党的异议人士）一起组成了反对卢拉政府的中右翼反对派。
1989年总统选举
 
1989年大选中，卢拉与费尔南多·科洛尔·德梅洛一起进入第二轮。尽管第一轮的所有中间派和左翼候选人都团结在卢拉周围，但科勒的竞选活动得到了媒体的大力支持（特别纪录片《超越公民凯恩》中出现的Rede Globo），卢拉在第二轮中以得票5.7%惨败。
1994年和1998年大选
1994年大选之前，卢拉在大多数民调中领先。结果，中右翼政党公开联合起来推举卡多佐。作为经济部长，卡多佐制定了真实计划，发行新货币，结束了通货膨胀并稳定了经济。结果，卡多索在第一轮选举中以54%的选票获胜。然而，有人指出，“选举对 PT 来说并不是一场彻底的灾难，这大大增加了它在国会的存在感，并首次选出了两名州长”。卡多佐在1998年重新当选。
2002年大选
在社民党形象受损后，由于卡多佐政府最后几年爆发的经济危机，卢拉在2002年第二轮总统选举中以超过5200万张选票获胜，成为人类历史上得票最多的总统，超越里根。
2006年大选
2006年10月29日，劳工党赢得众议院83个席位和联邦参议院11个席位。卢拉以超过60%的选票重新当选，任期至2011年1月1日。
2010年大选

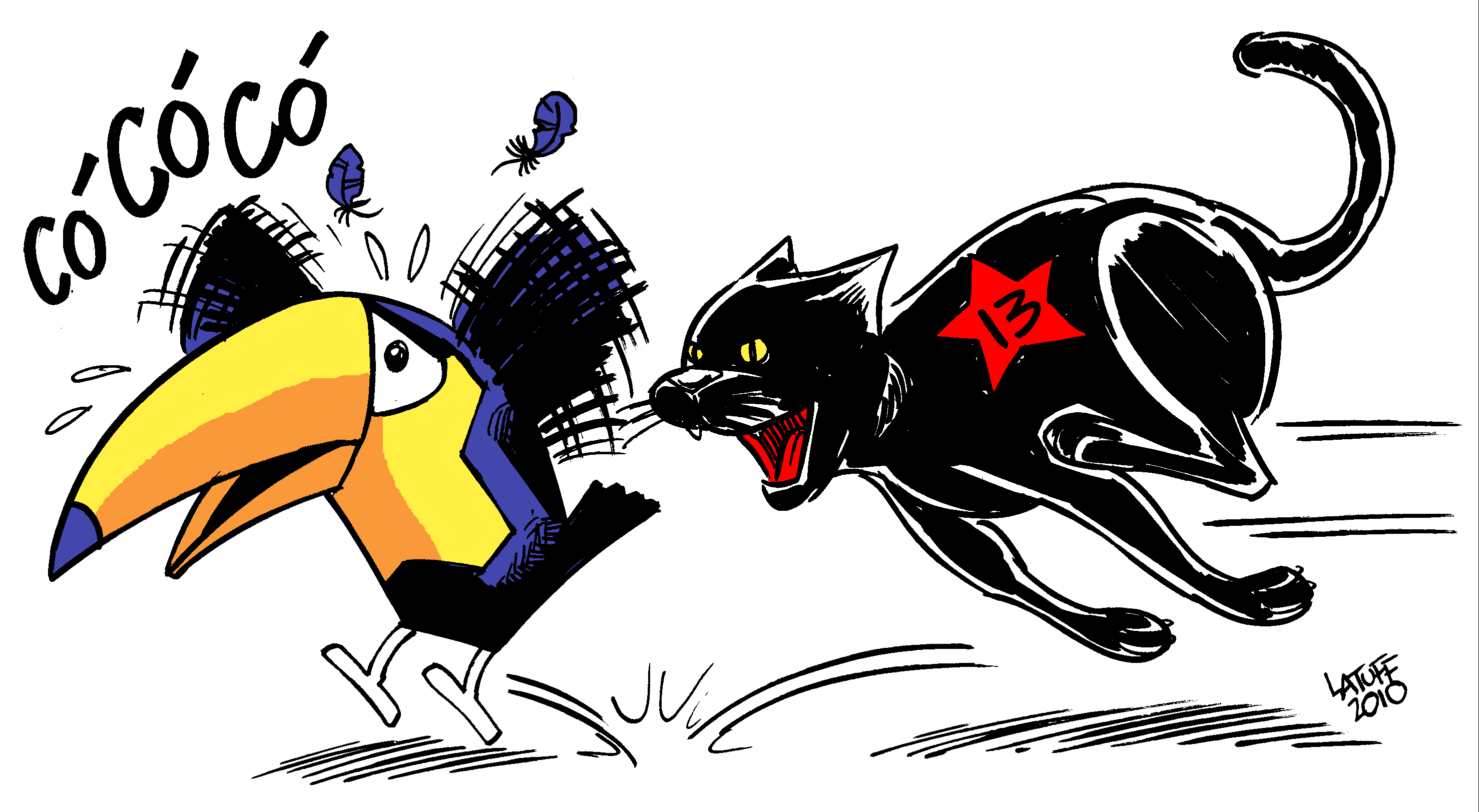
卡洛斯·拉特福笔下的劳工党是一只追咬大嘴鸟（社民党的吉祥物）的黑猫

2010年10月3日举行的大选中，劳工党获得了17.15%的众议院席位（88个席位），这是该党自2002年以来的最高记录，有史以来第一次成为下议院最大的政党。 劳工党11名参议员当选，首次成为联邦参议院的第二大党，2010-2014年间它在立法机构共有14名参议员。其全国执政联盟获得了下议院311个席位和上议院 50个席位，这是卢拉政府从未拥有过的两院多数席位。这次选举中，右翼反对派集团控制的席位更进一步减少，从133名代表减少到111名。由社会主义和自由党组成的左翼反对派保留了三个席位的控制权。
劳工党预计其总统候选人迪尔玛·罗塞夫在第一轮获胜。然而她未能获得必要数量的有效选票（超过 50%），所以2010年10月31日举行了第二轮，第二轮她获得了56% 的选票。2011年1月1日就职，成为巴西历史上第一位女性政府首脑，也是葡萄牙－巴西－阿尔加维联合王国女王玛丽亚一世于1816年去世以来第一事实上的女性国家元首。
2010年选举中，除了重新获得对南里奥格兰德州和联邦区的控制权之外，劳工党还保留了对巴伊亚州、塞尔希佩州和阿克里州州长。尽管如此，它失去了对帕拉州。该党支持的候选人赢得了阿马帕、塞阿拉、圣埃斯皮里图、马拉尼昂、马托格罗索、伯南布哥、皮奥伊和里约热内卢的竞选，这意味着劳工党有27个州州长中的13个。

## 内阁代表
劳工党在执政的大部分时间里，内阁中享有强大的代表权。 劳工党在前两个联盟中推举了大部分内阁职位，在第一个联盟中占据了60%的部长职位，在第二个联盟中 54.8% ，第三个联盟中占据了46.5%。

## 意识形态
尽管劳工党刻意从不将自己与某个特定的左派思潮联系在一起，但它“自我认同为社会主义者”并支持许多激进的立场 。例如，在1988年巴西制宪会议上，它主张免除巴西的外债，将国家银行和矿产财富国有化，并进行激进的土地改革。此外，作为抗议和表明该党没有完全接受“游戏规则”的信号，劳工党的代表拒绝在宪法草案上签名。
在接下来的几年里，该党有所缓和，但即使在卢拉在1989年总统选举中失败后，它也从未明显摆脱激进主义，也没有对党内原则进行重大改革。例如，1993年党的第八次全国会议的决议重申党的“革命性和社会主义性质”，谴责精英颠覆民主的“阴谋”，声明该党主张“激进的土地改革和暂停外债”。并得出结论“资本主义和私有财产不能为人类提供未来”。
1994年，卢拉再次竞选总统，在竞选期间驳回了卡多佐的“真实计划”，称它为“选举骗局”。1994年全国会议的决议谴责“统治阶级对生产资料的控制”，并重申了党的“对社会主义的承诺”。劳工党的《执政纲领》还承诺该党“反垄断、反庄园、反帝国主义的变革[...]作为构建资本主义替代方案的长期战略的一部分”，这份声明“让国际金融界瑟瑟发抖”。因此，自1990年代初至1995年间，PT 的官方意识形态“几乎没有改变”。
1994年卢拉败选后，劳工党开始了缓慢的自省过程。1995年第十届全国会议通过的决议指出，“我们1994年的失败引发了对我们在社会中的形象、我们内部斗争的外部影响以及我们的意识形态和政治模糊性的残酷反思”。冷战结束后，自省的转变并不像其他社会主义政党那样与过去彻底决裂。这个过程是渐进的，充满矛盾，充满党内紧张气氛。到1997年，全国会议决议将劳工党版本的社会主义重新定义为“民主革命”，强调社会主义的政治而非经济愿景，旨在使国家“更加透明和对社会负责”。
1998年卢拉的第三次竞选纲领消减了社会主义提案，甚至删除了向社会主义社会过渡的目标，但党的自我认同仍然很模糊，因为当年党的会议决议确认卢拉的纲领“不应与党的社会主义纲领混淆”。因此，虽然劳工党在1998年开始与最初的社会主义言论和提议保持距离，但直到那年卢拉再次败选，卢拉和他的团队更充分地消化了巴西不断变化的政治环境的影响和卡多佐的经济改革，一个明显的改变才发生。

## 选举历史

### 总统选举
| 选举                                                                                          | 候选人                 | 副总统                      | 联盟                                                                                   | 第一轮     | 第一轮     | 第二轮     | 第二轮      | 结果 |
| 选举                                                                                          | 候选人                 | 副总统                      | 联盟                                                                                   | 得票       | %          | 得票       | %           | 结果 |
| --------------------------------------------------------------------------------------------- | ---------------------- | --------------------------- | -------------------------------------------------------------------------------------- | ---------- | ---------- | ---------- | ----------- | ---- |
| 1989                                                                                          | 卢拉 (劳工党)          | José Paulo Bisol (社会党)   | 劳工党; 社会党; 巴西共                                                                 | 11,622,673 | 16.1% (#2) | 31,076,364 | 47.0% (#2)  | 败选 |
| 1994                                                                                          | 卢拉 (劳工党)          | Aloízio Mercadante (劳工党) | 劳工党; 社会党; 巴西共; 公民权; PV; 统一工人社会党                                     | 17,122,127 | 27.0% (#2) | –          | –           | 败选 |
| 1998                                                                                          | 卢拉 (劳工党)          | Leonel Brizola (民主工党)   | 劳工党; 民主工党; 社会党; 巴西共; 共产党                                               | 21,475,211 | 31.7% (#2) | –          | –           | 败选 |
| 2002                                                                                          | 卢拉 (劳工党)          | 若泽·阿伦卡尔 (自由党)      | 劳工党; 自由党; 巴西共; 民主运动; 共产党                                               | 39,455,233 | 46.4% (#1) | 52,793,364 | 61.3% (#1)  | 当选 |
| 2006                                                                                          | 卢拉 (劳工党)          | 若泽·阿伦卡尔 (共和党)      | 劳工党; PRB; 巴西共                                                                    | 46,662,365 | 48.6% (#1) | 58,295,042 | 60.8% (#1)  | 当选 |
| 2010                                                                                          | 迪尔玛·罗塞夫 (劳工党) | 米歇尔·特梅尔 (民主运动)    | 劳工党; 巴西民主运动; PR; 社会党; 民主工党; 巴西共; PSC; PRB; 基督教工党; 我们能       | 47,651,434 | 46.9% (#1) | 55,752,529 | 56.1% (#1)  | 当选 |
| 2014                                                                                          | 迪尔玛·罗塞夫 (劳工党) | 米歇尔·特梅尔 (民主运动)    | 劳工党; 民主运动; 社民党; PP; PR; 民主工党; 共和党; 社会主义和自由党; 巴西共           | 43,267,668 | 41.6% (#1) | 54,501,118 | 51.6 % (#1) | 当选 |
| 2018                                                                                          | 费尔南多·阿达 (劳工党) | 曼努埃拉·达阿维拉 (巴西共)  | 劳工党; 巴西共; 社会主义和自由党                                                       | 31,341,997 | 29.3% (#2) | 47,040,380 | 44.8% (#2)  | 败选 |
| 2022                                                                                          | 卢拉 (劳工党)          | 傑拉爾多·阿爾克明 (社会党)  | 劳工党; 巴西共; 绿党; 社会主义和自由党; 可持续网络; 巴西社会党; 团结党; 前进党; 行动党 | 57,259,405 | 48.4% (#1) | 60,345,999 | 50.9% (#1)  | 当选 |
| 来源：Election Resources: Federal Elections in Brazil – Results Lookup （页面存档备份，存于） |                        |                             |                                                                                        |            |            |            |             |      |

### 众议院和参议院选举
| 选举 | 众议院     | 众议院 | 众议院   | 众议院 | 联邦参议院 | 联邦参议院 | 联邦参议院 | 联邦参议院 | 政府地位             |
| 选举 | 投票       | %      | 席位     | +/–    | 投票       | %          | 席位       | +/–        | 政府地位             |
| --- | ---------- | ------ | -------- | ------ | ---------- | ---------- | ---------- | ---------- | -------------------- |
| 1982 | 1,458,719  | 3.5%   | 8 / 479  | ▲ 8    | 1,538,786  | 3.6%       | 0 / 25     | ━          | 在野                 |
| 1986 | 3,253,999  | 6.9%   | 16 / 487 | ▲ 8    | N/A        | N/A        | 0 / 49     | ━          | 在野                 |
| 1990 | 4,128,052  | 10.2%  | 35 / 502 | ▲ 19   | N/A        | N/A        | 1 / 31     | ▲ 1        | 在野                 |
| 1994 | 5,959,854  | 13.1%  | 49 / 513 | ▲ 14   | 13,198,319 | 13.8%      | 4 / 54     | ▲ 3        | 在野                 |
| 1998 | 8,786,528  | 13.2%  | 58 / 513 | ▲ 9    | 11,392,662 | 18.4%      | 7 / 81     | ▲ 3        | 在野                 |
| 2002 | 16,094,080 | 18.4%  | 91 / 513 | ▲ 33   | 32,739,665 | 21.3%      | 14 / 81    | ▲ 7        | 执政联盟             |
| 2006 | 13,989,859 | 15.0%  | 83 / 513 | ▼ 8    | 16,222,159 | 19.2%      | 10 / 81    | ▼ 4        | 执政联盟             |
| 2010 | 16,289,199 | 16.9%  | 88 / 513 | ▲ 5    | 39,410,141 | 23.1%      | 15 / 81    | ▲ 5        | 执政联盟             |
| 2014 | 13,554,166 | 14.0%  | 68 / 513 | ▼ 20   | 15,155,818 | 17.0%      | 12 / 81    | ▼ 3        | 执政联盟 (2014-2016) |
| 2014 | 13,554,166 | 14.0%  | 68 / 513 | ▼ 20   | 15,155,818 | 17.0%      | 12 / 81    | ▼ 3        | 在野 (2016-2018)     |
| 2018 | 10,126,611 | 10.3%  | 56 / 513 | ▼ 12   | 24,785,670 | 14.5%      | 6 / 81     | ▼ 6        | 在野                 |
| 2022 | 13,236,698 | 12.1%  | 69 / 513 | ▲ 13   | 12,024,696 | 12.1%      | 9 / 81     | ▲ 3        | 执政联盟             |
| 1^ 该年选举可选的席位。 2^ 总席位：空缺与不空缺的席次 来源：Georgetown University （页面存档备份，存于）, Election Resources （页面存档备份，存于）, Rio de Janeiro State University |            |        |          |        |            |            |            |            |                      |

## 选民基础
从2006年以来，劳工党在总统选举中的大部分选票来自巴西的北部和东北部。尽管如此，该党在1998年至2014年的里约热内卢州和2002年和2014年的米纳斯吉拉斯州（按选民人数计算，这是三个最大的州中的两个，合计占选民总数的18.5%）赢得每一次的总统选举。该党还在最南端的南里奥格兰德州拥有据点，从1989 年第二轮选举到2002年大选连续获胜。劳工党最初是一个城市党派，与ABC地区的工会有联系，但最近在小城镇的支持率大幅增加。

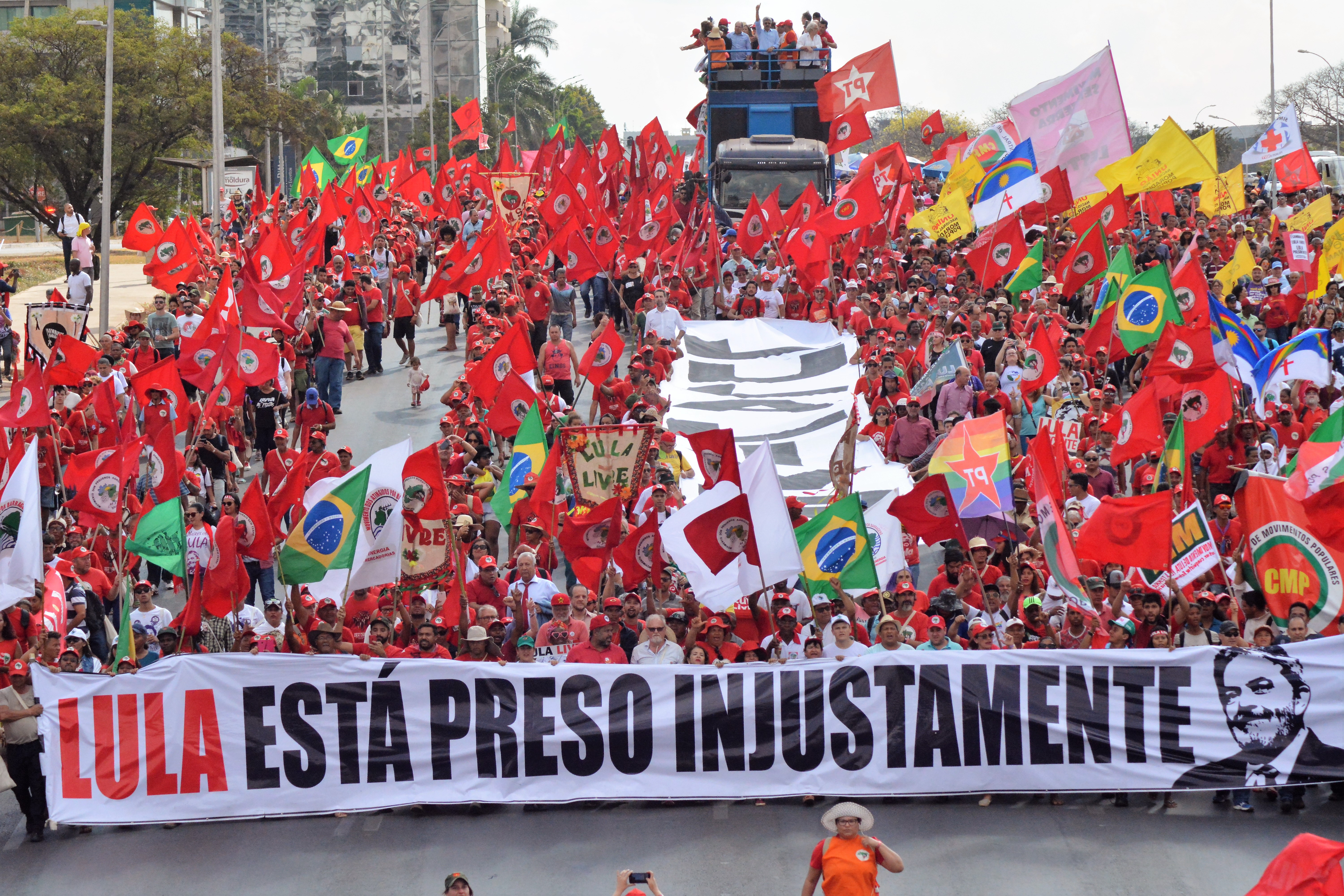
2018年大选中的劳工党支持者。前面的横幅上写着“卢拉被不公正地逮捕”。

大多数反对劳工党的人来自圣保罗州，劳工党只在2002年在该州赢过一次选举（包括两轮）。历史上，圣保罗州反对劳工党的人群在内陆地区比在州府更多，因为劳工党在1988年、2000 年和2012年的圣保罗市市长选举中取胜，并且是他的腹地大圣保罗的一支主要势力。尽管如此，近年来，劳工党在圣保罗市也失去了支持，在2016年市政选举中没有赢得任何选区。费尔南多·阿达输给获胜者João Doria 36%的得票率。劳工党只选赢该地区的偏远的佛朗库·达罗沙市。 劳工党在中南部的其他州也遭到强烈的反对，例如里约热内卢州，虽然在新的共和选举实施后直到2018年为止的总统选举中，除了1994年之外都投给劳工党。但是该党在里约热内卢州的联邦、州和市级都很难选上。该党从未在该州首府选赢过市长或州长（里约热内卢州历史上唯一的劳工党州长Benedita da Silva是因为2002年Anthony Garotinho辞职，之后在同年的补选中惨败给Garotinho的妻子Rosângela Matheus），并且经常在全国选举中被体量低得多的左翼政党打败。劳工党在里约热内卢州的胜利更多是因为该州人民强烈反对社民党（尽管社民党在国家范围内力量强大，但却更加软弱和被人民拒绝），而不是因为支持劳工党纲领。在2018年总统选举中，劳工党以相似的百分比输掉了里约热内卢州和圣保罗州，只在圣保罗的政党的有效票中少了0.02%。虽然米纳斯吉拉斯州是东南部的一个州，但许多地区，尤其北部，与东北部有密切的经济、文化和社会联系。圣弗朗西斯科河是东北的象征，发源于皮拉波拉的米纳斯小城。过去劳工党在中南地区一直没有选赢州长，除了南里奥格兰德州和联邦区，直到2014年Fernando Damata Pimentel选赢米纳斯吉拉斯州州长。
劳工党在巴西北部和亚马逊地区有强大的票仓；从1990年到2018年，该党在阿克里州每任州长中都选赢。但是，该党阿克里州支部比其他成员更加独立和温和，劳工党仅在2002年和2006年两次赢得该州的总统选举。 劳工党还在2018年阿克里州长选举上输给了右翼进步党。在罗赖马州，前总统卢拉给予了原住民领土南Raposa Serra大力支持，尽管非原住民反对，这影响了该州选情；拥有大量福音派教徒和南部/东南部移民人口的朗多尼亚也对劳工党保留态度。2018年的选举劳工党在输掉阵地； 只选赢帕拉州和托坎廷斯州，这些是该地区少数与东北部接壤的州，大部分文化比亚马逊其他地区更靠近西北地区。2018年在巴西最大的州亚马逊州，劳工党1998年以来首次失利；劳工党输掉该州首府马瑙斯（集中了该州一半以上人口的自由经济区）；而在亚马逊州人烟稀少的内陆地区，劳工党以较大优势获胜，但仍然不足以保证第五次在总统选举中拿下该州。
然而，劳工党维持并扩大了在2002年卢拉第一次竞选中拿下的东北据点。自2002年以来，两轮总统选举中唯一没有投给劳工党的州是阿拉戈斯州。 劳工党及盟友即使危机时期（例如在上次市长选举中）也能在北部和东北部地区取得巨大收益。 劳工党最忠实的盟友巴西共产党和前盟友巴西社会党和民主工党在卢拉-罗塞夫时代与劳工党一起在该地区取得了巨大优势。 巴西共产党现在马拉尼昂州最大的政党，推举了塞尔希佩州阿拉卡茹市； 社会党是伯南布哥州和帕拉伊巴州最大的政党；民主工党能够在东北部的三个首都取得胜利。尽管输掉了西北部的所有首都，但劳工党拥有西北部三个州的州长职位，皮奥伊州、巴伊亚州和塞阿拉州。2006年拿下巴伊亚州州长席位，具有象征意义。该州过去是自由阵线党，现在则是民主党（劳工党在全国层面上最大的意识形态对手）的据点。民主工党是最强大的政党，并带领了1994年以来自由阵线/民主党参与的所有总统竞选联盟。民主工党的起源与劳工党类似，都是左翼反对独裁统治的运动，并且政党之间有着密切的渊源。后来民主工党与劳工党决裂并与自由阵线结盟，这是一个具有强烈财政保守观点的右翼政党，与1993年的巴西军政府和安东尼奥·卡洛斯·马加良斯的故乡有关，后者是自由阵线最大的领导，也是劳工党的劲敌。巴伊亚州现在是劳工党最可靠的主要据点，被认为是该党的治理模式的主要模范。尽管如此，该州首府萨尔瓦多市市长仍然是ACM Neto， 民主党的主要成员，也是马加良斯的孙子。
该党经常被指责利用巴西的南北分歧在东北部获得选票。该党否认这些说法，并指责反对派在南部和东南部也这样做。
根据IBOPE于2010年10月31日进行的一项民调，在第二轮投票中，迪尔玛·罗塞夫在最贫穷的巴西人中获得压倒性多数支持。在月收入低于或等于最低工资的人群中，她的领先优势为 26%。罗塞夫还在天主教徒 (58%)、黑人 (65%) 和混血族群(60%)中获得多数。在白人和新教徒中，她与何塞·塞拉打平，在这两个人口群体中，她的领先优势仅为4%。尽管她是一个主要政党的第一位女性候选人，但她在男性中的选票比在女性中广泛。

## 争议

### 2003-2007 内部危机和分裂
在卢拉上台以后，劳工党政治上的转向（从左翼社会主义到中偏左的社民主义）受到很多群众欢迎，但拒绝接受党的新立场的成员的当中发生了一系列内部斗争。这些斗争激起了公众辩论，其中最严重的情况在2003年12月达到高潮，当时四名持不同政见的立法者因投票反对社会保险改革而被开除党籍。这些成员包括众议员João Batista Oliveira de Araujo（又名Babá）和参议员Heloísa Helena，他们在2004年6月组建了社会主义与自由党。Heloísa Helena并于2006年竞选总统，成为当时巴西历史上得票最多的女性。
在另一项举措中，该党激进派的112名成员于2005年1月30日在阿雷格里港举行的世界社会论坛上宣布放弃劳工党党籍，还发表了一份《破裂宣言》，指出劳工党“不再是社会转型的工具，而只是维持现状的工具”，并提及国际货币基金组织和其他经济和社会问题。

### BANCOOP丑闻
这一丑闻被称为BANCOOP案，其中包括João Vaccari Neto和其他四名住房合作社董事。该合作社获得了政府合同，并有数百万的实际收入。该合作社被发现非法灌水了20%的服务合同，其中许多合同没有履行。合作社最终倒闭，亏损超过1亿雷亚尔，需要清算资产以尽量减少成员的损失。

### 2006年选举丑闻
这一丑闻于2006年9月左右，即大选前两周爆发。Berzoini据称使用劳工党的预算（部分由国家通过政党津贴资助）从一名公开的欺诈者那里购买了一份用于攻击政治对手的档案后。最后Berzoini离开了卢拉的竞选团队。 2007年4月25日，最高选举法庭一致认定卢拉对这一丑闻不负任何责任。

### Mensalão丑闻
2005年7月，巴西工党的代表Roberto Jefferson发起一系列腐败指控。资金和贿赂换票的严重证据将劳工党拖入了其历史上最严重的危机。 José Genoíno辞去该党主席职务，由前阿雷格里港市长Tarso Genro接替。少数党员因危机而叛逃。他们中的大多数人去了社会主义和自由党。

### Lava Jato丑闻
对腐败和洗钱等一系列犯罪的调查导致劳工党的财务主管João Vaccari Neto及其嫂子被捕。José Genoino、José Dirceu、Delcídio do Amaral、André Vargas 和 Delúbio Soares 也在此过程中被捕。最后前总统卢拉于2018年4月被捕。

## 组织
该党自成立以来由以下人员领导：
- 路易斯·伊纳西奥·卢拉·达席尔瓦（1980年2月10日－1994年1月24日）
- 瑞·法尔考(1994)
- 何塞·迪尔塞乌(1995–2002)
- 何塞·杰诺伊诺(2002–2005)
- Tarso Genro (2005) (临时)
- 里卡多·贝尔佐尼(2005–2006)
- Marco Aurélio Garcia （2006年10月6日～2007年1月2日）（临时）
- 里卡多·贝尔佐尼（Ricardo Berzoini）（2007年1月2日～2010年2月19日）
- 何塞·爱德华多·杜特拉（2010年2月19日～2011年4月29日）
- Rui Falcão （2011年4月29日～2017年6月3日）
- Gleisi Hoffmann （2017年6月3日～）

### 派别
劳工党内大约有30个派别，包括Articulação（卢拉所属的中左翼团体）到马克思主义者和基督教社会主义者。

#### 整合「建设新巴西」的派别
被认为是党的右翼，即从中间到中间偏左。
- Articulação-团结奋斗
- PT运动
- 激进民主

#### 被归类为党的左翼的派别
- The Work（葡萄牙语）
- 左翼发声
- 社会主义民主
- 社会主义巴西
- 民主左翼
- 人民社会主义左翼
- 社会主义抵抗

#### 前派别
- 工人事业：1990年脱离该党成为工人事业党
- Socialist Convergence（葡萄牙语）–1993年作为统一工人社会党的一部分脱离
- 工人社会主义潮流：2004年脱离，组建社会主义和自由党
- 社会主义左翼运动：2004 年脱离，组建社会主义和自由党
- 大众社会主义行动：2005年脱离并加入社会主义和自由党
- 工人革命党：托洛茨基主义派别，1990年脱离为工人革命党
- 马克思主义左翼：托派的国际马克思主义倾向的巴西支部。马克思主义左派发表声明说，“对于革命者来说，在PT内部没有更多的社会主义思想建设空间”[50]。

## 进一步阅读

### 英语
- Baiocchi, Gianpaolo (ed.). . Zed Books. 2003.
- Branford, Sue; Kucinski, Bernardo. . New Press. 2005.
- Bruera, Hernán F. Gómez. . Routledge. 2013.
- Hunter, Wendy. . Cambridge University Press. 2010. ISBN 978-0-521-51455-2.
- Keck, Margaret E. . Yale University Press. 1995.

### 葡萄牙语
- Couto, A. J. Paula. O PT em pílulas.
- Dacanal, José Hildebrando. A nova classe no poder.
- Demier, Felipe. As Transformações do PT e os Rumos da Esquerda no Brasil.
- Godoy, Dagoberto Lima. Neocomunismo no Brasil.
- Harnecker, Martha (1994). O sonho era possível. São Paulo: Casa das Américas.
- Hohlfeldt, Antônio. O fascínio da estrela.
- Moura, Paulo. PT – Comunismo ou Social-Democracia?.
- Paula Couto, Adolpho João de. A face oculta da estrela.
- Pedrosa, Mário (1980). Sobre o PT. São Paulo: CHED Editorial.
- Pluggina, Percival. Crônicas contra o totalitarismo.
- Tavares, José Antônio Giusti with Fernando Schüller, Ronaldo Moreira Brum and Valério Rohden. Totalitarismo tardio – o caso do PT.
- Singer, André. O PT – Folha Explica.
- Singer, André. Os Sentidos do Lulismo.

### 带注释的参考书目
- Carlos Henrique Metidieri Menegozzo （页面存档备份，存于）; Dainis Karepovs; Aline Fernanda Maciel; Patrícia Rodrigues da Silva; Rodrigo Cesar (2013). "Partido dos Trabalhadores: bibliografia comentada (1978–2002)" (PDF). São Paulo: Editora Fundação Perseu Abramo. 413 p.